# Geraldia renatae
Geraldia renatae là một loài ruồi trong họ Tachinidae.